# Ruch „Jam jest”
Ruch „Jam jest” – jeden z nowych ruchów religijnych, założony na początku lat 30. XX w. w Chicago przez Guya i Ednę Ballardów. Ruch ten, powstały na gruncie teozofii, jest głównym poprzednikiem kilku religii New Age, między innymi Kościoła Uniwersalnego i Triumfującego. W 1938 roku ruch miał milion wyznawców i jest aktywny do dziś (ale na mniejszą skalę). Według oficjalnej strony internetowej organizacji Saint Germain Foundation jego główna siedziba mieści się w Schaumburg w stanie Illinois, a na całym świecie działa około 300 grup skoncentrowanych wokół ruchu „Jam jest” pod nazwami typu Sanktuarium „Jam jest”, Kościół „Jam jest” i podobne. Działalność grupy wzbudzała sporo prawnych kontrowersji w latach 40., za sprawą m.in. oskarżenia o oszustwa pocztowe, które następnie były obalone przed Najwyższy Sąd Federalny. Od 2007 roku organizacja utrzymuje, że jej cel jest „natchniony, edukacyjny i praktyczny” i nie chce, by wspierać ją finansowo. Termin „Jam jest” jest odniesieniem do „imienia Boga, które objawił w Księdze Wyjścia (Wj 3,14)”.

## Wiara
Ruch wierzy w istnienie grupy zwanej wniebowstąpionymi mistrzami, hierarchię nadprzyrodzonych bytów, do których zaliczają się między innymi Hrabia de Saint-Germain, Jezus, El Morja, Budda Siakjamuni, Budda Maitreja i tysiące innych. Wierzą oni w to, że ludzie, żyjący w fizycznych ciałach, staną się nieśmiertelnymi, opuszczając cykl reinkarnacji i karmy, i osiągną wniebowstąpienie. Uważają oni, że wniebowstąpieni mistrzowie mogą komunikować się z ludzkością za pomocą określonych ludzi, jak np. Guya i Ednę Ballardów. Ponieważ Jezus jest przez nich uważany za wniebowstąpionego mistrza, który może dać „światło Chrystusa” tym, którzy chcą wyjść z ciemności, wielu członków ruchu „Jam jest” rozważa przyjęcie chrześcijaństwa. Według Los Angeles Magazine, Ballard powiedział, że w poprzednich wcieleniach był między innymi George’em Washingtonem, egipskim księdzem i francuskim muzykiem.
Ballard umarł w roku 1939. W 1942 roku jego żona i syn zostali oskarżeni po tym, jak audyt rządowy wykazał, że przechowywali oni ponad trzy miliony dolarów pochodzących z datków, co zostało nazwane machinacjami detalicznymi, „poprzez fałszywe oświadczenia dotyczące ich religijnych praktyk, które w rzeczywistości nie miały miejsca”, oparte na ich „przekonaniach o cudownych kontaktach z duchami świata i nadprzyrodzonych mocach, zdołających uleczyć chorych”. Najwyższy Sąd Federalny obalił te oskarżenia, podkreślając, że przekonania religijne Ballardów nie powinny mieć wpływu na decyzję ławy przysięgłych.

## Historia

### Założenie

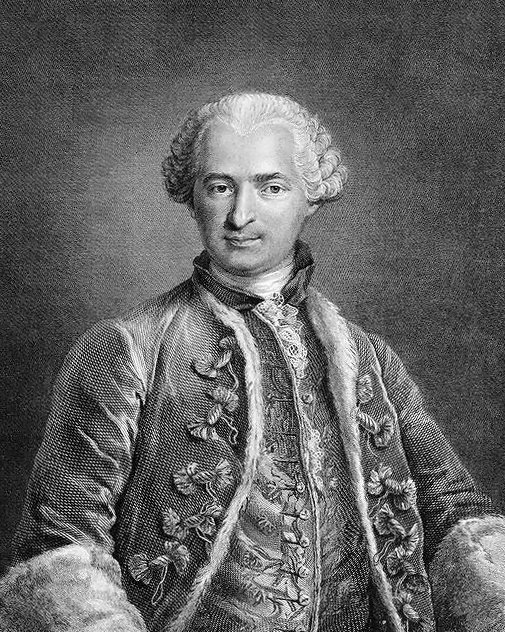
Hrabia de Saint-Germain

Ruch „Jam jest” został założony na początku lat 30. XX w. przez Guya (ps. Godfre Ray King) i Ednę Ballardów. Guy Ballard był dobrze oczytany w temacie teozofii i jej podobnych. Twierdził on, że podczas wspinania się na górę Shasta w poszukiwaniu Ezoterycznego Braterstwa spotkał człowieka, który przedstawił mu się jako Hrabia de Saint-Germain, historyczny osiemnastowieczny alchemik. Saint-Germain powiedział Ballardowi, że należy do nadprzyrodzonej hierarchii określanej jako wniebowstąpieni mistrzowie oraz że przez bardzo długi okres szukał w Europie kogoś wartego posiadania „Wielkich Praw Życia”. Nie znalazłszy nikogo w Europie postanowił wybrać się do Stanów Zjednoczonych i tam odnalazł Ballarda.
Ballardowie twierdzili, że rozpoczęli regularne kontakty z wniebowstąpionymi mistrzami. Założyli oni wydawnictwo Saint Germain Press, by publikować ich książki oraz rozpocząć przygotowywanie ludzi do rozprzestrzeniania ich przekazu w całych Stanach Zjednoczonych. Ich sesje oraz „konklawe” odbywały się w całych Stanach Zjednoczonych. Mógł na nie przyjść każdy i były one darmowe. Redaktor „Chicago Herald and Examiner” umieścił na przedniej stronie wydania tej gazety z 8 października 1938 roku informację, że Ballardowie „nie organizują składek ani nie proszą o wsparcie materialne”. W późniejszym czasie liczba miejsc na spotkaniach została ograniczona, po tym jak pewne osoby zaczęły przeszkadzać oraz przerywać podczas otwartych spotkań. Małżeństwo Ballardów twierdziło, że otrzymało i nagrało ponad cztery tysiące wiadomości od wniebowstąpionych mistrzów. Guy Ballard, jego żona Edna oraz ich syn Donald, stali się jedynymi „wniebowstąpionymi posłańcami” wniebowstąpionych mistrzów.

### Popularność
Popularność ruchu „Jam jest” w 1938 roku osiągnęła milion wyznawców. Przyjmowali oni datki (zwane „ofiarami miłości”) od wyznawców z całego kraju, ale nigdy nie wymagali wsparcia finansowego.
Pierwsze z wielu „konklawe” odbyło się w dniach 10 października-19 października 1934 w dwudziestu miastach w stanach Filadelfia i Pensylwania. Według artykułu w Los Angeles Magazine z sierpnia 1935, Ballardowie zorganizowali zebranie w Shrine Auditorium (Los Angeles), na którym było sześć tysięcy osób. Guy Ballard przemawiał pod pseudonimem Godfre Ray King, a jego żona pod pseudonimem Lotus. Spotkania obejmowały nauki, które opisywali jako otrzymane bezpośrednio od wniebowstąpionych mistrzów. Prowadzili oni audiencje, podczas których odbywały się modlitwy i zatwierdzenia, które nazywali wyrokami, wliczając w to oddawanie czci Bogu oraz wezwania o zapewnienie obfitości każdej dobrej rzeczy, między innymi miłości, pieniędzy, pokoju i szczęścia.

### Śmierć Guya Ballarda
U szczytu popularności ruchu Guy Ballard zmarł na arteriosklerozę 29 grudnia 1939 o godzinie 5 rano w domu syna Donalda w Los Angeles. 31 grudnia jego ciało zostało skremowane. W Nowy Rok, podczas corocznego święta Christmas Class jego żona powiedziała, że wniebowstąpił on 31 grudnia o północy z „Royal Teton Retreat”. Jego śmierć spowodowała spadek popularności ruchu, jako że twierdził on że jest panem śmierci, tak więc wielu wyznawców, włącznie z Davidem Barrettem, poczuło się oszukanych.
Uczniowie ruchu „Jam jest” twierdzili, że jego śmierć to zmiana, a nie koniec. Jednakże grupy ezoteryków uważały, że wniebowstąpienie to „wzięcie ciała do nieba”, tak więc, fizycznie ujmując, jest to wyższa forma egzystencji. Uczniowie używający jego tradycyjnej definicji wyciągnęli wniosek, że okłamał on ich bądź też się mylił, ponieważ jego ciało zostało skremowane. Niektórzy jednak definiowali wniebowstąpienie jako władzę nad systemem śmierć-narodziny, bez konieczności dalszej reinkarnacji. Wnioskując według tej definicji, Guy Ballard nie mylił się.

### Oskarżenia o oszustwa i wyroki Najwyższego Sądu Federalnego
Po śmierci Guya Ballarda jego żona oraz syn zostali oskarżeni o oszustwa i przyjęcie od wyznawców ponad trzech milionów dolarów na cele religijne, podczas gdy przekazy Ballardów na ten temat były nieprawdziwe. Wyznawcy ruchu protestowali przed gmachem sądu. Według Los Angeles Magazine podczas procesu sądowego padały niecodzienne argumenty, takie jak np. zapewnienia, że tajny metafizyczny kontakt Ballarda z wniebowstąpionymi mistrzami pomógł Stanom Zjednoczonym zmobilizować siły na rzecz prowadzenia wojny. Gazeta ta napisała także, że Donald Ballard powiedział jako świadek procesowy: „To, co chce moja matka, to to, co mówi Hrabia de Saint-Germain”.
Ława przysięgłych została poinstruowana, żeby uznać Ballardów winnymi, jeśli nie mieli oni wystarczającej wiary religijnej oraz przekonań w to, czego nauczają. Ballardowie zostali uznani za winnych.
Nastąpiło odwołanie od decyzji Sądu Apelacyjnego do Najwyższego Sądu Federalnego, który uniewinnił Ballardów, podkreślając, że wiara Ballardów nie powinna mieć wpływu na decyzję ławy przysięgłych. Interpretując tę decyzję, Sąd Apelacyjny stwierdził później, że „prawdziwość doktryn religijnych nie powinna być dociekana przez Sąd Federalny”.
Ballardowie następnie zostali oskarżeni o oszustwa w nowym procesie, podczas którego ława przysięgłych wstrzymała pytania o to, czy Ballardowie wierzą w to, czego nauczają. Najwyższy Sąd Federalny ponownie uniewinnił Ballardów na podstawie tego, że kobiety zostały mylnie wykluczone z ławy przysięgłych.

### Przeniesienie do Santa Fe i śmierć Edny Ballard
W marcu 1942 Edna Ballard przeniosła zachodnią filię Saint Germain Press oraz jej miejsce zamieszkania do Santa Fe w stanie Nowy Meksyk, gdzie nagrywała tysiące wiadomości od wniebowstąpionych mistrzów.
Z powodu procesów sądowych do 1954 organizacja nie używała korespondencji. W 1941 Internal Revenue Service uchylił zwolnienie organizacji z podatku, uzasadniając to faktem, iż nie uznają ruchu za religię. Orzeczenie sądu z 1957 uchyliło orzeczenie IRS i uznało, że ruch „Jam jest” nie musi płacić podatków.
Z biegiem czasu popularność ruchu malała. Donald Ballard opuścił go, ale potem do niego wrócił. W 1971 Edna Ballard zmarła, a kontrolę nad ruchem przejął zarząd.

### Ruch „Jam jest” obecnie
W 2007 Saint Germain Foundation wyremontowało czytelnię w Mount Shasta w stanie Kalifornia oraz główną siedzibę w Schaumburg w stanie Illinois. W Chicago odbywa się kilka corocznych konklawe. Wśród setek uczęszczających na nie znajduje się również wielu słuchaczy innych narodowości. Zebrania i konklawe są regularnie organizowane w około 300 miejscach znajdujących się w Ameryce Północnej, Południowej, Europie, Australii i Afryce. Podczas letnich zebrań w Shasta Springs gra na nich chór oraz orkiestra, a podczas Chicago Classes organizowanych w Wielkanoc i Boże Narodzenie śpiewa chór. Zależne od Saint Germain Foundation czasopismo Saint Germain Press publikuje książki historyczne oraz projekty graficzne i nagrania audio nauk Ballardów, a także miesięcznik zatytułowany Głos „Jam jest”. Przypuszcza się, że Saint Germain Press wydrukowało i wypuściło w obieg ponad milion książek.
Od 1950 w sierpniu w Mount Shasta Saint Germain Foundation pokazuje przedstawienie pt. „Jam jest” Przychodzi!. Na ich stronie internetowej przeczytać można, że wstęp na nie jest bezpłatny i otwarty dla każdego, opisując je jako przedstawienie „życia Ukochanego Jezusa, opartego na Jego Cudach Prawdy i Uzdrawiania oraz przykładu Wniebowstąpienia, które zostawił On światu”.

## Nauczanie
Doktryna ruchu „Jam jest” opiera się na teozofii. Jej nauki nie były nowością, ale publiczne działanie Ballardów rozprzestrzeniało się i rozwinęło ruch New Age w Stanach Zjednoczonych. Wiele ruchów New Age opiera się obecnie na „naukach wniebostąpionych mistrzów”.
Według grupy nauczających wniebowstąpieni mistrzowie są uważani za indywidualności, które opuściły cykl reinkarnacji i obecnie łaskawie prowadzą ludzkość za pomocą ludzkich przedstawicieli, z których Guy, Edna i Donald Ballardowie byli „wniebowstąpionymi posłańcami”. Członkowie ruchu „Jam jest” nazywają siebie chrześcijanami, ponieważ Jezus jest przez nich uważany za jednego z najważniejszych wniebowstąpionych mistrzów.

Ruch naucza, że wszechmocny, wszechwiedzący i wszechobecny stworzyciel Bóg („Jam jest”) jest we wszystkich nas jako iskra Płomienia Bożego, i że możemy doświadczyć obecności, miłości, mocy i światła – mocy Pasjonującego Fioletowego Światła Miłości Bożej – poprzez cichą kontemplację i powtarzanie zatwierdzeń i wyroków. Przez zatwierdzenie jeden o coś prosi, a drugi może spowodować, że to się stanie.

Grupa naucza, że „Moc Obecności „Jam jest”” jest drogą, dzięki której Bóg istnieje w każdej osobie jako Wyższe Ja, i że światło, znane jako „Fioletowy Płomień”, może być utworzone przez „Obecność „Jam jest””, by otaczać każdą osobę, która prosi o to lub wyraża podziękowanie, czy też zapomnienie. Grupa uważa, że poprzez wsłuchanie się w te internalizowane moce, zgodnie z naukami wniebowstąpionych mistrzów, każdy może użyć „Obecności”, by wyeliminować zło ze świata w służbie sprawiedliwości, i także, by zminimalizować problemy w życiu każdego człowieka.
Duchowym celem nauk jest, aby poprzez proces samooczyszczenia, wierzący, opuszczając ciało, stał się wniebowstąpionym mistrzem. Proces osiągania tego celu obejmuje medytację, „zatwierdzenie” i „wyroki”, by stworzyć przymierze z „Obecnością „Jam jest” i przywołać Fioletowe Światło, wyrażając chęć pozytywnych zmian.
Grupa podkreśla także wolność człowieka. Jest również zwolennikiem patriotycznych symboli, stąd też w ich świątyniach czy innych pomieszczeniach często można zobaczyć flagę Stanów Zjednoczonych.
Te zasady „pozytywnego myślenia” pokrywają się z naukami innych ruchów New Age, np. Ruchem Ludzkiego Potencjału.